# Fricativa velar sorda
La consonant fricativa velar sorda és un so que es representa amb el signe [x] en l'AFI.

## Característiques
- És una consonant sorda.
- El seu punt d'articulació és velar perquè la llengua es mou cap al darrere del paladar.
- Él seu mode d'articulació és fricatiu perquè hi ha turbulència en la columna d'aire, a causa del contacte dels òrgans de l'aparell fonador.
- És un so oral central, perquè l'aire només surt per la boca (no pas pel nas), i pel seu canal central.

## En català
El català normatiu no posseeix aquest so, que equival a la "J" castellana en paraules com "juez". El llatí tampoc no tenia aquest so.
No obstant això, en català es fa servir col·loquialment en nombrosos manlleus, siguin o no acceptats normativament.
Un exemple força naturalitzat en el català col·loquial procedent del caló és "halar".
Històricament, quan el castellà era una llengua coneguda només per una minoria lletraferida, els manlleus al català adaptaven aquest so castellà com [k]. E.g. "maco" procedent del castellà majo.
Un exemple mal adaptat de l'anglès seria el mot "hardware" (que sol pronunciar-se a la castellana [x] i no pas amb [h]).
Determinats registres de llengua col·loquials, per influència de dialectes del sud d'Espanya, aspiren tant determinats mots que usen també aquest [x].